# Гірчак шорсткий
Гірчак шорсткий (Persicaria lapathifolia L.; синонім — Polygonum lapathifolium L., Polygonum scabrum Moench) — трав'яниста рослина з роду Persicaria, родини гречкових.

## Морфологічна характеристика

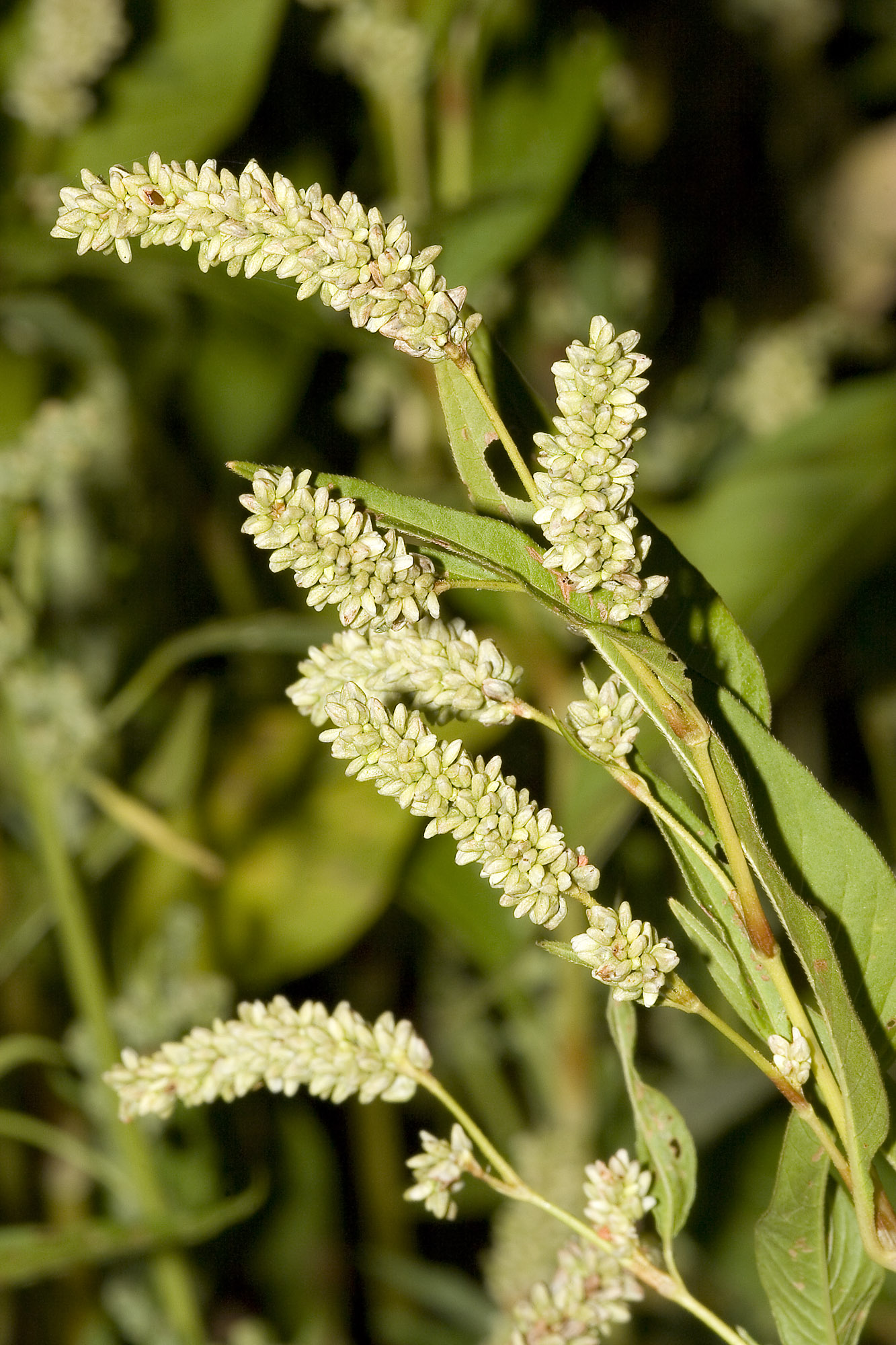
Гірчак шорсткий

Однорічна рослина. Стебло висотою 30-60 см, пряме, припідняте або лежаче. Листя короткочерешкові від довгастих і довгасто-еліптичних до ланцетних, часто тупуваті, знизу з точковими залозками, зверху з півмісяцевою черниою плямою, зелені. Квітки зібрані в кисті; оцвітина зеленувата. Плоди — горішки, стислі з боків, з поглибленнями. Цвіте у червні-жовтні. Плоди дозрівають в серпні-жовтні.

## Екологічна приуроченість
Росте на пісках, сміттєвих місцях.

## Поширення
- Африка
  - Макаронезія: Португалія — Мадейра; Іспанія — Канарські острови
  - Північна Африка: Алжир; Єгипет; Марокко; Туніс
- Помірна Азія
  - Кавказ: Вірменія; Азербайджан; Грузія; Російська Федерація — Дагестан; Російська Федерація — Передкавказзя
  - Китай — Аньхой, Фуцзянь, Ганьсу, Гуандун, Гуансі, Гуйчжоу, Хайнань, Хебей, Хейлунцзян, Хенань, Хубей, Хунань, Цзянсу, Цзянсі, Цзілінь, Ляонін, Внутрішня Монголія, Нінся, Цинхай, Шеньсі, Шаньдун, Шаньсі, Сичуань, Синьцзян, Юньнань, Чжецзян
  - Східна Азія: Японія; Корея; Тайвань
  - Середня Азія: Казахстан; Таджикистан; Туркменістан; Узбекистан
  - Монголія: Монголія
  - Далекий Схід Росії
  - Сибір — Східний Сибір; Західний Сибір
  - Західна Азія: Афганістан; Кіпр; Іран; Ірак; Ізраїль; Ліван; Сирія; Туреччина
- Тропічна Азія
  - Індійський субконтинент: Бутан; Індія; Непал; Пакистан
  - Індокитай: М'янма; Таїланд; В'єтнам
  - Малезійська область: Індонезія
- Європа
  - Східна Європа: Білорусь; Естонія; Латвія; Литва; Молдова; Російська Федерація — європейська частина; Україна
  - Середня Європа: Австрія; Бельгія; Чехія; Німеччина; Угорщина; Нідерланди; Польща; Словаччина; Швейцарія
  - Північна Європа: Данія; Ірландія; Норвегія; Швеція; Об'єднане Королівство
  - Південно-Східна Європа: Албанія; Боснія і Герцеговина; Болгарія; Хорватія; Греція; Італія; Північна Македонія; Чорногорія; Румунія; Сербія; Словенія
  - Південно-Західна Європа: Франція; Португалія; Іспанія

Голарктичний вид. В Україні зустрічається в лісових і північних лісостепових районах.

## Хімічний склад
Надземна частина містить 6 % дубильних речовин, галову кислоту, оксіметілантрахіон; листя — до 260 мг% аскорбінової кислоти.

## Використання
У медицині деяких країн застосовують при гемороїдальних кровотечах, як проносне. Експериментальними дослідженнями показано, що рослина має антибактеріальну активність проти дизентерійної палички Флекснера. У вітчизняній народній медицині вживали при алергії, гемороїдальних запорах. Листя їстівні. Поїдається великою рогатою худобою, вівцями і кіньми на пасовищі, в сіні та силосі. Медонос.